# Posidonia (mollusco)
Posidonia Bronn, 1828 è un genere estinto di molluschi bivalvi, vissuti tra il Devoniano inferiore (Lochkoviano, circa 412,3 milioni di anni fa) ed il Cretacico inferiore (Albiano, circa 99,7 milioni di anni fa), i cui resti fossili sono stati rinvenuti in Eurasia, Africa e nelle Americhe.